# The Flight of the Condor
The Flight of the Condor è un singolo split dei gruppi musicali cileni Gumary e Inti-Illimani, pubblicato nel 1982 ed estratto dall'album Flight of the Condor.

## Descrizione
Il singolo, pubblicato nel 1982 dall'etichetta discografica britannica BBC Records in formato 7". Entrambi i brani appartengono infatti alla colonna sonora di una serie di documentari prodotti e trasmessi dalla BBC intitolati The flight of the condor.

## Tracce
1. Gumary – Floreo de llamas (Marquez)
2. Inti-Illimani – A vos te h'ai pesar (tradizionale)